# القمامين
وادي القمامين أو وادي جهنم هي قرية لبنانية من قرى قضاء الضنية في محافظة الشمال. تقع القمامين في أقصى شمال القضاء في وادي يعتبر الأعمق في لبنان والشرق الأوسط، على ارتفاع يتراوح بين 850 إلى 2000 متر عن سطح البحر، تبعد عن طرابلس حوالي 55 كلم وعن مركز القضاء سير 35 كلم. يحدها من الشمال إحدى روافد نهر البارد الذي يفصلها عن مشاعات قرى عكار كمشمش (عكار) وفنيدق وحرار وتحدها من الجنوب والغرب مشاعات قرن جيرون، أما من الشرق فهناك جرود مربين التي تقع في سلسلة جبال لبنان الغربية. هي إحدى أشد المناطق وعورة، حيث تحيط بها الجبال من ثلاث جهات ومتنفسها الوحيد هو الجهة الغربية التي تمثل مجرى نهر البارد والتي تنتهي أيضاً بجبال قرية حرار العكارية.
تبلغ مساحتها حوالي ال-12 كيلومتر مربع ويبلغ عدد سكانها ال نسمة 2000 يغلب عليهم الصبا.

## لمحة تاريخية
في القدم، كانت تشتهر القرية بصناعة الكلس الذي يستخدم في البناء إذ كان يتم إنتاجه بواسطه القمين وهو عبارة عن حفرة مستطيلة الشكل وبعمق معين توضع داخلها الحجارة حيث تتعرض لدرجة حرارة معينة فتتفتت تحت درجة حرارة ثابتة وتتحول إلى كلس إضافة إلى كون القرية محاطة بالقمم من هنا اشتق اسم البلدة "القمامين"

## مميزاتها
هي منطقة جميلة من حيث جمال المنحوتات التي شقتها الطبيعة في جبالها لتعانق الماء ومن حيث مناخها الصنوبري المنعش، إذ تعتبر القمامين معقل التنوع النباتي كون هذا الوادي الجميل يحوي أكثر من 2200 نبته معظمها من الأنواع النادرة. يستفيق سكانها على خرير نهر البارد وعلى حفيف أوراق أشجار الغابات التي تحيط بالمنطقة. كما وتتميز أيضاً بوجود نبع صافي المياه وسط القرية حيث حافظ السكان على طابعه التراثي. تعتبر القمامين من أغنى مناطق القضاء بالمياه من حيث عدد ينابيع المياه العذبة ونظراً لمرور نهر البارد فيها. وتجري الآن دراسات عديدة بهدف إقامة محطة توليد كهربائية على الشلال الطبيعي الذي تشكل في أعلى القرية. تحتوي هذه القرية على عدد كبير من المعمرين والذين تفوق اعمارهم التسعين، يتمتع أهالي هذه القرية ببنية حديدية وبذاكرة ممتازة، فتسمع على سبيل المثال الحاج أحمد طالب (مواليد 1900) يروي لك قصص حدثت في عهد العثمانيين في أدق تفاصيلها وتراه يذهب إلى المسجد، والذي يبعد مسافة لا بأس بها عن منزله، متكئاً على عكازه رافضاً مساعدة أحد.

## منتجاتها
يعتمد أهالي القمامين على الزراعة بشكل أساسي ويساعدهم على ذلك وفرة المياه، كما وتوجد هناك بعض البيوتات التي تعتمد على التربية التقليدية للحيوانات الأليفة. في القمامين عدد لا بأس به من موظفي القطاع التعليمي والسلك العسكري. يوجد في القمامين أيضاً معمل لتصنيع أحجار البناء والعديد من قوافير النحل اللذان يؤمنان الاكتفاء الذاتي للقرية.

## الخدمات
تعاني قرية القمامين كما باقي قرى القضاء من نقص حاد في قطاع الخدمات، فالكهرباء لم تصلها إلا في العام 1996 وذلك بعد عناء وشقاء، والإسفلت كذلك الأمر وصل متأخراً وكل ذلك بمجهود خاص من أهل القرية. يشار إلى أن القمامين تعاني من عدم وجود شبكات هواتف أرضية ومن ضعف شديد في التغطية من قبل الشبكات الخلوية.
في القمامين مدرسة رسمية واحدة وتجدر الإشارة الي ان هذا البناء ملك جمعية وادي الزهور الخيرية الاجتماعية-في القمامين-)، تعتبر من أنشط المدارس في القضاء وتعتمد في كل شيء على مساعدة أهالي القرية.

## عائلاتها
طالب، عيسى، يحيى، شعبان، أبو دراع، مصطفى
معلومات عن البلدة في موقع الشمال
معلومات عن البلدة في موقع القوات اللبنانية